# Thorkell l'Alt

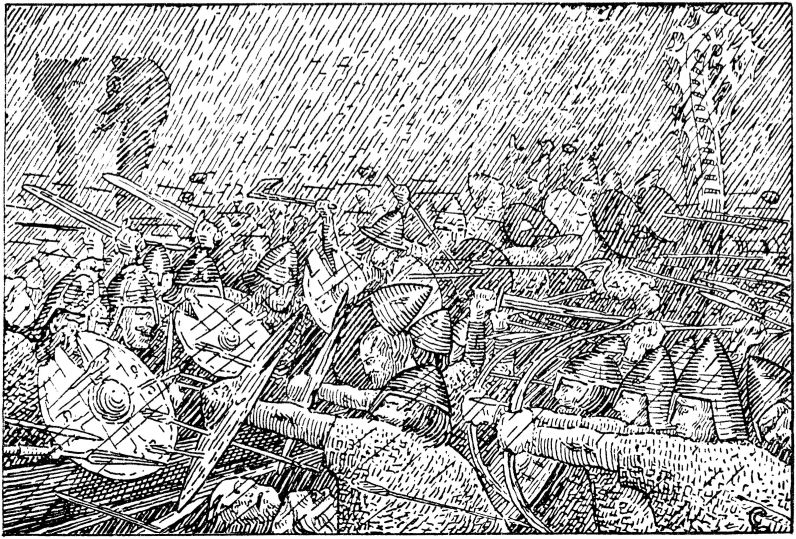
Vikings lluitant sota una pluja de pedres en la batalla de Hjörungavágr.

Thorkell l'alt, també conegut com a Thorkell el gran en la crònica anglosaxona (en Nòrdic antic: Þorke(ti)ll inn hávi) (m. 1039); era un mercenari viking, fill d'un cabdill d'Escània, Harald l'estirat, i germà del jarl Sigvaldi Strut-Haraldsson, comandant dels jomsvikings a la mítica fortalesa de Jomsborg, localitzada en l'illa de Wolin.

## Al servei de Sigvaldi
Thorkell era un líder notable dels jomsvikings i amb ells va seguir el lideratge del seu germà en la batalla de Hjörungavágr l'any 986 lluitant del bàndol dels danesos contra els noruecs i també en la batalla de Swold, l'any 1000, on els jomsvikings van canviar de bàndol per donar suport als noruecs contra els danesos.

## Invasió d'Anglaterra
A la mort del seu germà, Thorkell va liderar una expedició contra Anglaterra l'any 1010, atacant Ipswich i derrotant les forces locals. L'any 1011 va rebre un tribut o danegeld per part dels anglesos i un any més tard ordenava el segrest de l'arquebisbe Alphege com a ostatge per garantir el pagament d'aquest tribut. Malgrat tot, l'arquebisbe va rebutjar ser intercanviat per presoners vikings que va organitzar el noble Eadric Streona i Thorkell va ordenar que fos esquarterat mitjant la tortura vikinga coneguda com l'àliga de sang.

## Al servei d'Etelred
Thorkell va arribar a un acord amb el rei saxó Etelred l'Indecís i va lluitar al seu costat com mercenari contra la invasió del rei Svend Barbaforcada i el seu fill Canut II de Dinamarca. Svend va conquerir Londres el 1014 i es va proclamar rei d'Anglaterra, provocant la fugida d'Etelred, però el seu regnat fou breu doncs moria a les cinc setmanes a causa de ferides de guerra. El seu fill Canut va retornar a Dinamarca amb les seves tropes, moment que Etelred va aprofitar per tornar a Anglaterra i aconseguir el tron. Etelred va trencar les seves antigues aliances amb els jomsvikings i va atacar-lo, originant, en una de les diverses batusses, la mort del germà de Thorkell, Henning.

## Al servei de Canut
Thorkell va abandonar Anglaterra i va unir-se a Canut a Dinamarca, participant en la futura invasió d'Anglaterra. Després de la batalla d'Assandun (1016), Canut fou proclamat rei i Thorkell fou nomenat jarl del regne d'Estànglia el 1017.
Canut confiava plenament en els jomsvikings i fins i tot tenia una guàrdia personal formada per aquests mercenaris que el guardaven de possibles traïdors.
El 1021 Thorkell perd el favor reial i torna a Dinamarca. Sembla que la seva esposa fou acusada d'enverinar el fill del seu primer matrimoni amb ajuda d'una bruixa. Thorkell va sortir en la seva defensa, però va perdre la confiança del rei Canut. Malgrat tot, el rei el va nomenar jarl de Dinamarca.
A partir del 1023 desapareix qualsevol referència a Thorkell, ja perquè era massa vell per participar en més conflictes, ja perquè va decidir tornar a Jomsborg o Escània o perquè morís poc després del seu nomenament com jarl de Dinamarca.

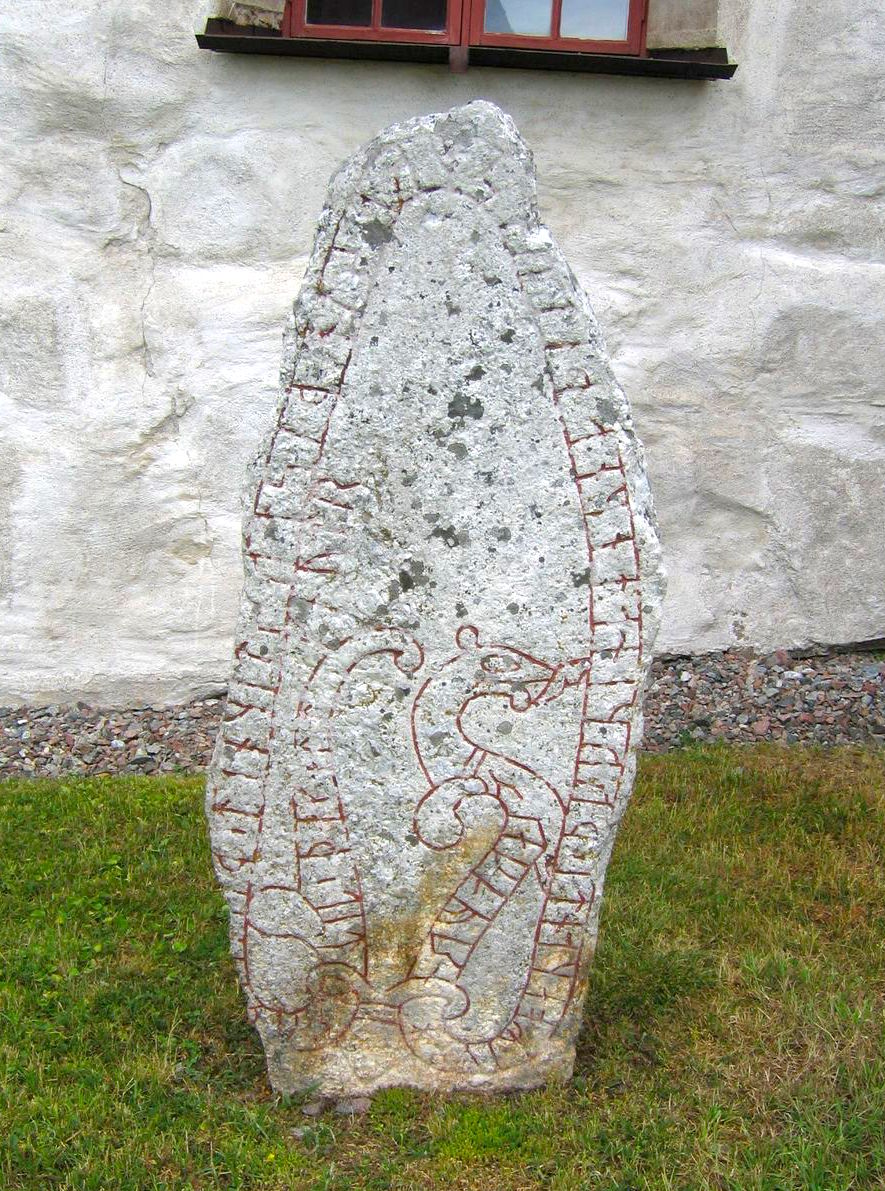
La Pedra rúnica d'Orkesta, erigida per Ulf de Borresta on se cita els tributs pagats pels anglesos a Thorkell l'alt.